# Otràdnoie (Primórie)
|  | Per a altres significats, vegeu «Otràdnoie». |

Otràdnoie (en rus: Отрадное) és un poble del krai de Primórie, a l'Extrem Orient de Rússia, que en el cens del 2010 tenia 132 habitants.